# Илеана Де Круз
Илеана Де Круз (енгл. Ileana D'Cruz), Панаџи, 1. новембар 1986) индијска је филмска глумица и модел.

## Филмографија
| Улоге  |                   |               |                    |          |
| Година | Српски назив      | Изворни назив | Улога              | Напомена |
| 2011   | Шакти             |               | Ајварија           |          |
| 2012   | Барфи             |               | Шрути Хош Сенгупта | [ 1 ]    |
| 2014   | Ја сам твој херој |               | Сунајна            |          |
| 2016   | Рустом            |               | Ситија Паври       |          |

## Награде

### Филмфреова награда
- Награђена
  - 2007. — Филмферова награда за најбољу женски дебут (Jуг) у филму Devadasu
  - 2013. — Филмферова награда за најбољу женски дебут у филму Барфи
- Номинована
  - 2009. — Филмферова награда за најбољу главну глумицу на jезику телугу у филму Jalsa
  - 2010. — Филмферова награда за најбољу главну глумицу на jезику телугу у филму Kick
  - 2013. — Филмферова награда за најбољу споредну глумицу у филму Барфи